# سالونا

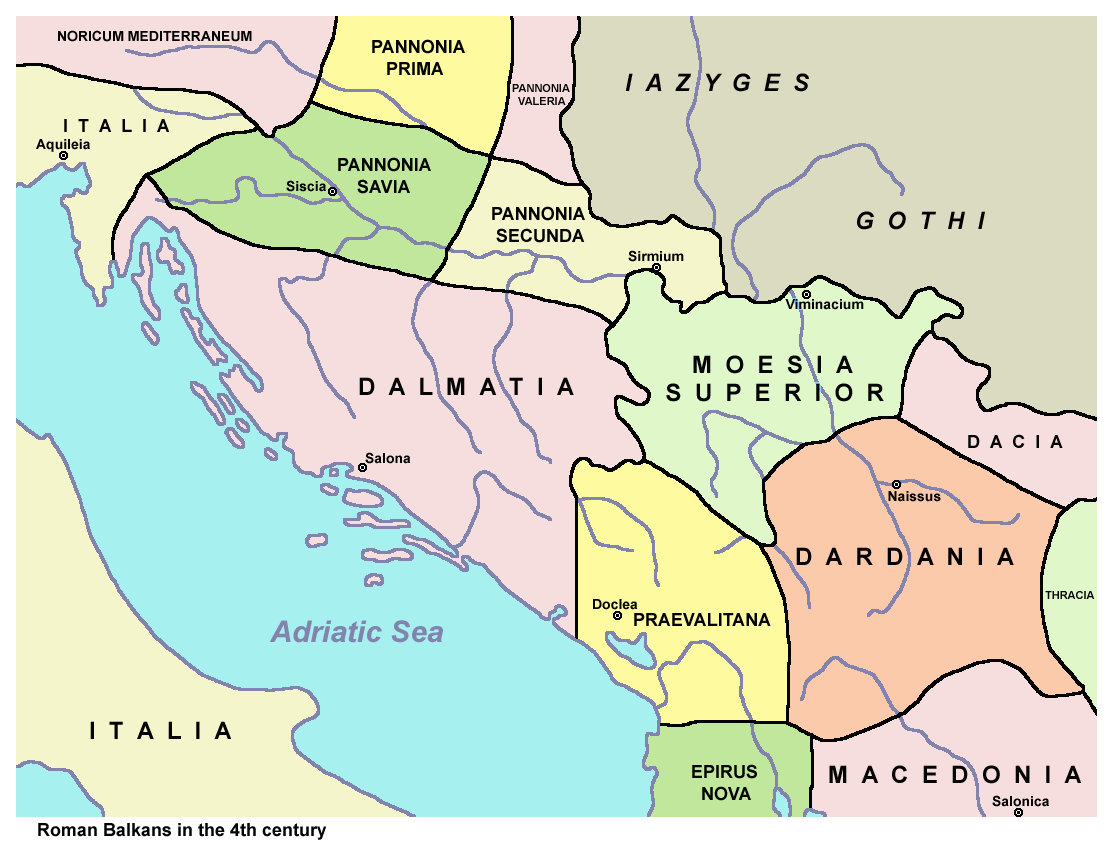
موقعیت سالونا در دالماتیا

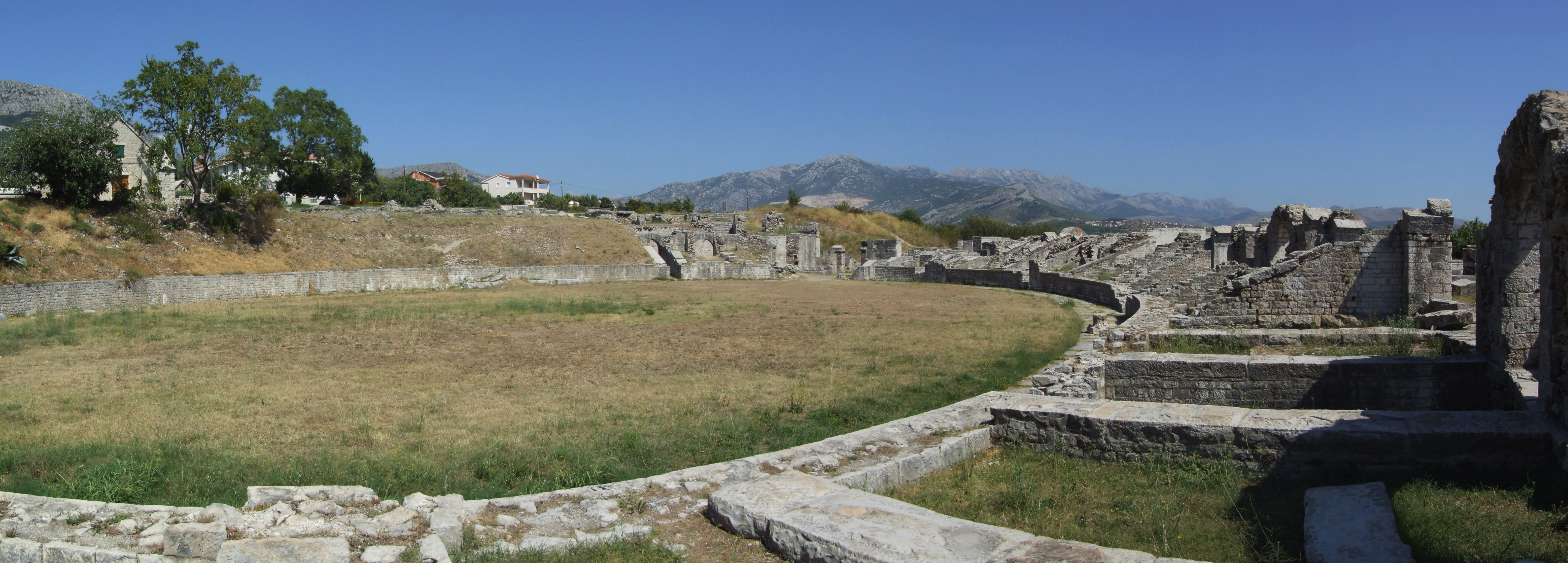
ویرانه‌های آمفی‌تئاتری در سالونا

سالونا یکی از شهرهای باستانی ایلیریا در سدهٔ نخست پیش از میلاد بود. یونانیان در این شهر بازاری موسوم به امپوریوم بر پا ساخته بودند. پس از فتح سالونا به‌دست رومیان این شهر مرکز ایالت رومی دالماتیا گردید. دیوکلتیان، امپراتور روم هنگامی که از قدرت کناره‌گیری نمود کاخ یادبودی را در نزدیکی سالونا بنا نهاد. این سازهٔ عظیم که به کاخ دیوکلتیان شهرت یافت هستهٔ شهر امروزی اسپلیت را تشکیل می‌دهد. سالونا یا سالون امروزی در نزدیکی شهر سولین در نزدیکی اسپلیت در کرواسی قرار دارد.
بخش زیادی از شهر سالونا در نخستین یورش آوارها و اسلاوها در سال ۶۱۴ میلادی تخریب شد اما رومیان توانستند در سال ۶۳۹ کاخ دیوکلتیان را بازپس‌گیرند.